# オーシャン (ヘリコプター揚陸艦)
オーシャン（HMS Ocean, L12）は、イギリス海軍のヘリコプター揚陸艦（Amphibious Helicopter Carrier: 揚陸ヘリ空母）。イギリス海軍の艦船としては、「オーシャン」の名をもつ6隻目の艦である。同型艦はない。
2018年にイギリス海軍を退役したのち、ブラジル海軍において 「アトランティコ （PHM Atlântico, A140）」として再就役した。

## 来歴
フォークランド紛争後、イギリス海軍は、ノルウェーなどNATOの北部正面でのコミットメント等を勘案し、イギリス海兵隊1個コマンドー旅団を揚陸しうる能力の保持を決定し、所要戦力として、ヘリコプター揚陸艦（LPH）2隻、ドック型揚陸艦（LPD）2隻、支援揚陸艦（LSL）6隻が策定された。しかし1980年代末の策定時点で、既にLPH 2隻およびLSL 1隻が不足しており、またLPD（フィアレス級）およびLSL（ラウンドテーブル型）についても老朽化が懸念されていた。このことから、LPHに相当するものとして計画されたのが本艦である。
イギリス海軍は、もともと水陸両用作戦にヘリボーン戦術を導入するという点では先駆者であり、大戦世代の空母を転用したコマンドー母艦を運用してきた。しかし最後のコマンドー母艦である「ハーミーズ」も、1985年には除籍されてインドに売却されており、以後はインヴィンシブル級航空母艦のうち1隻を両用戦支援任務に割かざるをえなくなったことから、専任のLPHの取得は悲願であった。
1990年、まず排水量20,000トン、船価1億5,000万ポンドで各社に対して打診がなされたが、あまりの低予算から各社が尻込みし、商議は難航した。しかしその間、ユーゴスラビアでの活動において、民間のRO-ROコンテナ船を改装した航空支援艦「アーガス」が良好な運用実績を残したことからLPHの必要性が再認識され、6,500万ポンドもの予算が増額されたことから、1993年5月、VSBL社が受注することとなった。

## 設計
設計はインヴィンシブル級空母（軽空母）をベースとしているものの、上記の「アーガス」の実績をふまえて、ロイド船級規則に準拠した商船構造が採用され、また艤装・装備品についても商用オフザシェルフ化が推進された。これにより、落札価格は1億7,000万ポンド（1ポンド＝170円換算で289億円）まで抑えられた。
船体は5つの防火ゾーンと3つのNBC防御シタデルに分割されている。上甲板は全通甲板とされ、上部構造物は右舷側に寄せたアイランド方式とされている。その最上部の艦橋が第1甲板レベルとして設定されていることから、上甲板は第3甲板レベルとなる。その下の第4甲板はギャラリデッキとされ、その下の第5甲板に、2層分の高さを確保したハンガーが設けられた。
主機関としては、SEMT ピルスティク社製のV型16気筒中速ディーゼルエンジンである16PC2-6V200が採用されており、機関出力はインヴィンシブル級の6分の1に押さえられたことから、速力は19ノットに低下している。また精密な操艦が要求される場合に備えてバウスラスターを備えているほか、安定的な航空機の運用能力を確保するためフィンスタビライザーも装備されている。

## 能力

### 航空運用機能
全通した第3甲板は、そのほぼ全域がヘリコプター甲板とされており、長さ170m×幅31.7mが確保された。ヘリコプター発着スポット6つが設定されているほか、その右舷側にはさらに6機分の駐機スペースが確保されている。その下に1層のギャラリデッキをおいて設けられたハンガーは、長さ111.3m×幅31m×高さ6.2m（最小）と、イギリス海軍軍艦最大の格納スペースとされており、シーキング HC Mk.4またはマーリン HM.1×10機をハンガーに、さらに2機を前方に隣接する整備スペースに収容可能とされている。これらを連絡するエレベータは、中央部と後部に1基ずつ航空機用のものがインボード式に設けられているほか、アイランド前端横に小型の弾薬用エレベータも設けられた。
艦載ヘリコプターとしては、シーキングないしマーリン輸送ヘリコプターを12機、リンクス AH.7汎用ヘリコプター6機が想定されている。またBAe ハリアー IIなどの艦上機の運用も想定されていたが、同機種は2010年にイギリス軍全軍から退役した。この他、空軍のチヌーク大型輸送ヘリコプター6機を露天係止で、アパッチ攻撃ヘリコプターを艦内に収容して運用することもできる。
なおブラジル海軍で再就役してからは、対潜戦用のS-70Bや輸送用のUH-15（H225Mシュペルクーガー）を搭載している。またこれに加えて、シュペルクーガーをもとに対水上捜索レーダーを搭載してエグゾセ空対艦ミサイルの運用に対応したUH-15Bも搭載して、一定の航空攻撃能力も備えている。

### 輸送揚陸機能
本艦は、イギリス海兵隊の1個コマンドー（大隊相当の部隊編制単位）に相当する海兵隊員830名の乗艦を想定している。第5甲板のハンガー後方には車両甲板が設けられており、右舷後部および艦尾トランサムのランプと連絡している。
揚陸手段としては、#航空運用機能によるヘリコプター揚陸艦としての運用のほか、上陸用舟艇として、両舷の舷側甲板中央部のレセスに計4隻の小型揚陸艇（LCVP Mk.5）を搭載する。2002年には、舟艇の揚降に便利なようにブリスターを付す改修が行われた。これらのLCVPは、ブラジル海軍で再就役した後も維持されている。

### 個艦防御機能
近接防御用として、ファランクス（ブロック1B） CIWSを3基、また90口径20mm機銃（GAM-BO1）4基を備えていた。その後、2007年の改修の際にファランクスのためのスポンソンが設けられ、また2007年から2008年にかけての改修で20mm機銃も30mm機銃に換装された。なおイギリス海軍から退役した際にファランクスは撤去されており、ブラジル海軍ではかわりにフランス製のSIMBAD近接防空ミサイル発射機を導入することを計画しているものの、2021年現在実現していない。
当初、捜索レーダーとしては996型レーダー、戦術情報処理装置はADAWSが搭載されていた。その後、2012年から2014年にかけての改修で捜索レーダーは997型レーダーに、また戦術情報処理装置もSSCS（DNA-2）に換装された。

## 比較表

### 機能の類似する他艦艇との比較
|              |            | クイーン・エリザベス級           | オーシャン           | インヴィンシブル級                                  |
| ------------ | ---------- | -------------------------------- | -------------------- | --------------------------------------------------- |
| 艦種         | 艦種       | 航空母艦                         | ヘリコプター揚陸艦   | 対潜空母・軽空母                                    |
| 船体         | 満載排水量 | 67,699 t                         | 22,500 t             | 20,500 t                                            |
| 船体         | 全長       | 284 m                            | 203.4 m              | 210 m                                               |
| 船体         | 最大幅     | 73 m                             | 35 m                 | 36 m                                                |
| 機関         | 方式       | IFEP                             | ディーゼル           | COGAG                                               |
| 機関         | 出力       | 108,000 hp                       | 450 kW               | 112,000 hp                                          |
| 機関         | 速力       | 26 kt                            | 19 kt                | 28 kt                                               |
| 兵装         | 砲熕       | ファランクスCIWS×3基             | ファランクスCIWS×3基 | ゴールキーパーCIWS×3基                              |
| 兵装         | 砲熕       | 30mm単装機銃×4基                 | 20mm機銃×4基         | 20mm機銃×2基                                        |
| 兵装         | 砲熕       | 12.7mm重機関銃×6基               | 7.62mm機関銃×4基     | －                                                  |
| 兵装         | ミサイル   | －                               | －                   | シーダート連装発射機×1基                            |
| 航空運用機能 | 飛行甲板   | スキージャンプ勾配つき全通甲板   | 全通甲板             | スキージャンプ勾配つき全通甲板                      |
| 航空運用機能 | 搭載機数   | 最大48機                         | 最大18機             | 最大24機                                            |
| 航空運用機能 | 搭載機     | F-35B×24-36機 ヘリコプター×10機  | ヘリコプター×18機    | シーハリアー/ハリアー II×9-12機 ヘリコプター×6-10機 |
| 航空運用機能 | 同時発着   | F-35Bなら5機 ヘリコプターなら6機 | 4-6機                | 4機                                                 |
| 同型艦数     | 同型艦数   | 2隻                              | 1隻                  | 3隻                                                 |

## 艦歴
主建造業者はヴィッカーズ造船所であるが、実際の作業はグラスゴーのゴーヴァン造船所で行われた。進水は1995年10月11日に行われたが、船台を滑り下りる際に木製の支持部が破損し、船体前部が船台のコンクリートに衝突、曳船とも衝突して3区画に破口が生じた。母港となるダヴェンポートへの航海に先立つ1998年2月21日にエリザベス2世により命名された。
1998年9月30日に就役の日を迎えたのち、1999年春に初期の基礎訓練と公試を終えたが、その公試中にハリケーンにより被災したホンデュラスへの人道支援に派遣されている。
2002年、シエラレオネでの反乱活動制圧に際し、イギリス空軍のCH-47基地として大きな役割を担った。
2003年、イギリス海軍派遣部隊の一隻としてイラク戦争に参加した。
2004年夏、イギリス陸軍のアパッチ AH Mk1（WAH-64 アパッチ）攻撃ヘリコプターの洋上運用を目指した試験が行われた。
2007年、バブコック・マリーンのデヴォンポート造船所で初の長期改修を実施した。
2012年に開催されたロンドンオリンピック期間中、会場近くのテムズ川に停泊し対テロ対策用のヘリコプター基地として運用された。
2015年6月1日、イギリス海軍の艦隊旗艦の任務を揚陸艦「ブルワーク」から継承。同年11月に船体の老朽化もあり、艦齢20年となる2018年に退役することが発表された。後継としてクイーン・エリザベス級航空母艦2番艦「プリンス・オブ・ウェールズ」が予定されている。
2018年3月27日、デヴォンポート海軍基地でイギリス海軍から退役、エリザベス2世が式典に出席した。

### ブラジルへの売却
ブラジルは「サンパウロ」の後継艦として、2018年1月20日に8,400万ポンドで購入、2018年6月29日にイギリスにおいて再就役し、航空母艦「アトランティコ」（PHM Atlântico）と命名された。この売却により得られた利益は、26型フリゲートとクイーン・エリザベス級航空母艦に再投資される。